# Nyugati szitakötő
A nyugati szitakötő (Gomphus pulchellus) a rovarok (Insecta) osztályának szitakötők (Odonata) rendjébe, ezen belül az egyenlőtlen szárnyú szitakötők (Anisoptera) alrendjébe és a folyami szitakötők (Gomphidae) családjába tartozó faj.

## Előfordulása
A nyugati szitakötő Nyugat- és Délnyugat-Európában honos. Összefüggő elterjedési területe keleten Elzászon keresztül Észak-Rajna-Vesztfáliáig és Alsó-Szászországig ér, azonban kelet felé terjedőben van. A számára kedvező feltételekkel rendelkező biotópokban nem ritka.

## Megjelenése
A nyugati szitakötő 4,5–5 centiméter hosszú, szárnyfesztávolsága 6–7 centiméter. Nem annyira kontrasztos színezetű, mint a közeli rokon fajok. Feje világító zöld, szemei a fejtetőn nem érintkeznek. Potroha sárga-fekete rajzolatú. Kecses, törékeny termetű szitakötő.

## Életmódja
A nyugati szitakötő élőhelye a nagy, mély vizű tavak, gyér víz alatti növényzettel. A pihenő állatokat a napsütötte vízparton találhatjuk meg.

## Szaporodása
A nyugati szitakötő májustól júliusig repül. A nőstény petéit a nyílt víz felszínére rakja le. A lárvák a tófenék iszapjában fejlődnek, az imágó 4-5 év múlva bújik ki. A szitakötőlárvák kis termetű víziállatokkal, apró rákokkal, atkákkal és rovarokkal táplálkoznak.